# Futisliiga 1990
La Veikkausliiga 1990, nota anche come Futisliiga 1990, fu l'ottantunesima edizione della massima serie del campionato finlandese di calcio, la prima come Veikkausliiga. Il campionato, con il formato a doppia fase e composto da dodici squadre, venne vinto dall'HJK. Capocannonieri del torneo furono Marek Czakon, calciatore dell'Ilves, e Kimmo Tarkkio, calciatore dell'HJK, con 16 reti realizzate.

## Stagione

### Novità
Dalla Mestaruussarja 1989 sono stati retrocessi il KePS e lo Jaro, mentre dalla I divisioona sono stati promossi il KPV e il Kumu, vincitore dello spareggio contro il KePS.

### Formula
La prima edizione della Veikkausliiga prevedeva una doppia fase. Nella prima fase le dodici squadre si affrontavano in un girone all'italiana con partite di andata e ritorno, per un totale di 22 giornate. Le prime otto classificate accedevano ai play-off per decretare la squadra campione. Nei play-off le squadre si affrontavano al meglio delle tre gare con la disputa dei tiri di rigore nel caso la partita fosse finita in parità. L'ultima classificata al termine della stagione regolare veniva retrocessa direttamente in I divisioona, mentre l'undicesima classificata affrontava la seconda classificata in I divisioona in uno spareggio promozione/retrocessione.

## Squadre partecipanti
| Club         | Città       | Stadio                     | Stagione 1989               |
| ------------ | ----------- | -------------------------- | --------------------------- |
| Haka         | Valkeakoski | Tehtaan kenttä             | 4º posto in Mestaruussarja  |
| HJK          | Helsinki    | Stadio olimpico            | 5º posto in Mestaruussarja  |
| Ilves        | Tampere     | Stadio Ratina              | 6º posto in Mestaruussarja  |
| KPV          | Kokkola     | Kokkolan keskuskenttä      | 1º posto in I divisioona    |
| Kumu         | Kuusankoski | Kuusankosken urheilupuisto | 2º posto in I divisioona    |
| KuPS         | Kuopio      | Kuopion keskuskenttä       | 7º posto in Mestaruussarja  |
| Kuusysi      | Lahti       | Lahden stadion             | Campione di Finlandia       |
| MP           | Mikkeli     | Mikkelin urheilupuisto     | 10º posto in Mestaruussarja |
| OTP          | Oulu        | Raatti                     | 9º posto in Mestaruussarja  |
| Reipas Lahti | Lahti       | Lahden stadion             | 8º posto in Mestaruussarja  |
| RoPS         | Rovaniemi   | Rovaniemen Keskuskenttä    | 3º posto in Mestaruussarja  |
| TPS          | Turku       | Kupittaa                   | 2º posto in Mestaruussarja  |

## Stagione regolare

### Classifica finale
|  | Pos. | Squadra      | Pt | G  | V  | N  | P  | GF | GS | DR  |
|  | ---- | ------------ | -- | -- | -- | -- | -- | -- | -- | --- |
|  | 1.   | Kuusysi      | 33 | 22 | 14 | 5  | 3  | 34 | 12 | +22 |
|  | 2.   | RoPS         | 29 | 22 | 12 | 5  | 5  | 29 | 17 | +12 |
|  | 3.   | HJK          | 28 | 22 | 11 | 6  | 5  | 40 | 29 | +11 |
|  | 4.   | KuPS         | 24 | 22 | 8  | 8  | 6  | 24 | 22 | +2  |
|  | 5.   | Reipas Lahti | 23 | 22 | 7  | 9  | 6  | 35 | 21 | +14 |
|  | 6.   | TPS          | 23 | 22 | 7  | 9  | 6  | 27 | 20 | +7  |
|  | 7.   | MP           | 23 | 22 | 6  | 11 | 5  | 20 | 22 | -2  |
|  | 8.   | Haka         | 22 | 22 | 8  | 6  | 8  | 27 | 34 | -7  |
|  | 9.   | Ilves        | 20 | 22 | 6  | 8  | 8  | 37 | 33 | +4  |
|  | 10.  | OTP          | 15 | 22 | 4  | 7  | 11 | 16 | 32 | -16 |
|  | 11.  | KPV          | 15 | 22 | 6  | 3  | 13 | 15 | 32 | -17 |
|  | 12.  | Kumu         | 9  | 22 | 1  | 7  | 14 | 13 | 43 | -30 |

Legenda:
      Ammesse ai play-off
      Vincitore della Suomen Cup 1990 e ammessa in Coppa delle Coppe 1991-1992
 Ammessa allo spareggio promozione-retrocessione
      Retrocessa in I divisioona
Note:
Due punti a vittoria, uno a pareggio, zero a sconfitta.

## Play-off

### Tabellone
Nel tabellone il risultato riportato si riferisce al numero di partite vinte, non al risultato della singola partita.
|  | Quarti di finale | Quarti di finale | Quarti di finale |     |      | Semifinali | Semifinali | Semifinali |  |  | Finali | Finali  | Finali |
|  |                  |                  |                  |     |      |            |            |            |  |  |        |         |        |
|  | 1                | Kuusysi          | 2                |     |      |            |            |            |  |  |        |         |        |
|  | 8                | Haka             | 0                |     |      |            |            |            |  |  |        |         |        |
|  | 8                | Haka             | 0                |     | 1    | Kuusysi    | 2          |            |  |  |        |         |        |
|  |                  |                  |                  |     | 1    | Kuusysi    | 2          |            |  |  |        |         |        |
|  |                  | 7                | MP               | 0   |      |            |            |            |  |  |        |         |        |
|  | 4                | 7                | MP               | 0   | KuPS | 0          |            |            |  |  |        |         |        |
|  | 4                |                  |                  |     | KuPS | 0          |            |            |  |  |        |         |        |
|  | 5                | Reipas Lahti     | 2                |     |      |            |            |            |  |  |        |         |        |
|  |                  |                  |                  |     |      |            |            |            |  |  | 1      | Kuusysi | 0      |
|  |                  |                  | 3                | HJK | 2    |            |            |            |  |  |        |         |        |
|  | 2                | RoPS             | 1                |     |      |            |            |            |  |  |        |         |        |
|  | 7                | MP               | 2                |     |      |            |            |            |  |  |        |         |        |
|  | 7                | MP               | 2                |     | 3    | HJK        | 2          |            |  |  |        |         |        |
|  |                  |                  |                  |     | 3    | HJK        | 2          |            |  |  |        |         |        |
|  |                  | 4                | Reipas Lahti     | 0   |      |            |            |            |  |  |        |         |        |
|  | 3                | 4                | Reipas Lahti     | 0   | HJK  | 2          |            |            |  |  |        |         |        |
|  | 3                |                  |                  |     | HJK  | 2          |            |            |  |  |        |         |        |
|  | 6                | TPS              | 1                |     |      |            |            |            |  |  |        |         |        |

### Quarti di finale
|              | Risultati      |              | Luogo e data                  |
| ------------ | -------------- | ------------ | ----------------------------- |
| Kuusysi      | 3-1            | Haka         | Lahti, 2 settembre 1990       |
| Haka         | 2-2 (rig: 3-4) | Kuusysi      | Valkeakoski, 5 settembre 1990 |
|              |                |              |                               |
| RoPS         | 1-1 (rig: 4-5) | MP           | Rovaniemi, 2 settembre 1990   |
| MP           | 1-2            | RoPS         | Mikkeli, 5 settembre 1990     |
| RoPS         | 0-1            | MP           | Rovaniemi, 13 settembre 1990  |
|              |                |              |                               |
| TPS          | 0-0 (rig: 3-2) | HJK          | Turku, 2 settembre 1990       |
| HJK          | 2-1            | TPS          | Helsinki, 6 settembre 1990    |
| HJK          | 3-1            | TPS          | Helsinki, 9 settembre 1990    |
|              |                |              |                               |
| KuPS         | 1-1 (rig: 4-5) | Reipas Lahti | Kuopio, 2 settembre 1990      |
| Reipas Lahti | 2-0            | KuPS         | Lahti, 5 settembre 1990       |
|              |                |              |                               |

### Semifinali
|              | Risultati |              | Luogo e data                |
| ------------ | --------- | ------------ | --------------------------- |
| Kuusysi      | 3-1       | MP           | Lahti, 16 settembre 1990    |
| MP           | 0-1       | Kuusysi      | Mikkeli, 23 settembre 1990  |
|              |           |              |                             |
| HJK          | 3-2       | Reipas Lahti | Helsinki, 16 settembre 1990 |
| Reipas Lahti | 2-3       | HJK          | Lahti, 23 settembre 1990    |
|              |           |              |                             |

### Finale terzo posto
L'MP, vincitore della finale per il terzo posto, venne ammesso alla Coppa UEFA 1991-1992.
|              | Risultati |    | Luogo e data          |
| ------------ | --------- | -- | --------------------- |
| Reipas Lahti | 1-6       | MP | Lahti, 7 ottobre 1990 |
|              |           |    |                       |

### Finale
L'HJK vinse la finale, divenne campione di Finlandia e venne ammesso alla Coppa dei Campioni 1991-1992. Il Kuusysi, finalista, venne ammesso alla Coppa UEFA 1991-1992.
|         | Risultati      |         | Luogo e data             |
| ------- | -------------- | ------- | ------------------------ |
| Kuusysi | 1-1 (rig: 3-4) | HJK     | Lahti, 30 settembre 1990 |
| HJK     | 1-0            | Kuusysi | Helsinki, 7 ottobre 1990 |
|         |                |         |                          |

## Spareggi

### Spareggio per il decimo posto
|     | Risultati |     | Luogo e data                |
| --- | --------- | --- | --------------------------- |
| OTP | 2-1       | KPV | Ylivieska, 2 settembre 1990 |
|     |           |     |                             |

### Spareggio promozione/retrocessione
|      | Risultati |      | Luogo e data               |
| ---- | --------- | ---- | -------------------------- |
| KPV  | 0-1       | Jaro | Kokkola, 7 ottobre 1990    |
| Jaro | 4-2       | KPV  | Jakobstad, 14 ottobre 1990 |
|      |           |      |                            |

## Statistiche

### Classifica marcatori
La classifica marcatori include sia la stagione regolare sia i play-off.
| Gol |  |  | Giocatore        | Squadra      |
| --- |  |  | ---------------- | ------------ |
| 16  |  |  | Marek Czakoń     | Ilves        |
| 16  |  |  | Kimmo Tarkkio    | HJK          |
| 14  |  |  | Jari Litmanen    | Reipas Lahti |
| 14  |  |  | Marko Rajamäki   | TPS          |
| 11  |  |  | Michael Belfield | Reipas Lahti |
| 10  |  |  | Ari Tegelberg    | RoPS         |